# ريتشارد نج
ريتشارد نج (بالصينية: 吳耀漢) هو ممثل صيني، ولد في 17 ديسمبر 1939 في الصين.

## وصلات خارجية
- ريتشارد نج على موقع IMDb (الإنجليزية)
- ريتشارد نج على موقع قاعدة بيانات الفيلم (الإنجليزية)